# Louis Hostin

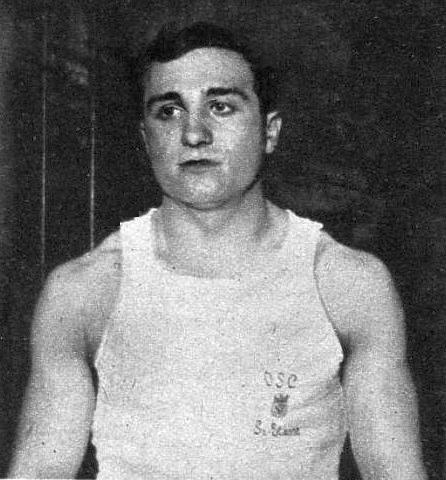
Louis Hostin en 1928, à 19 ans.

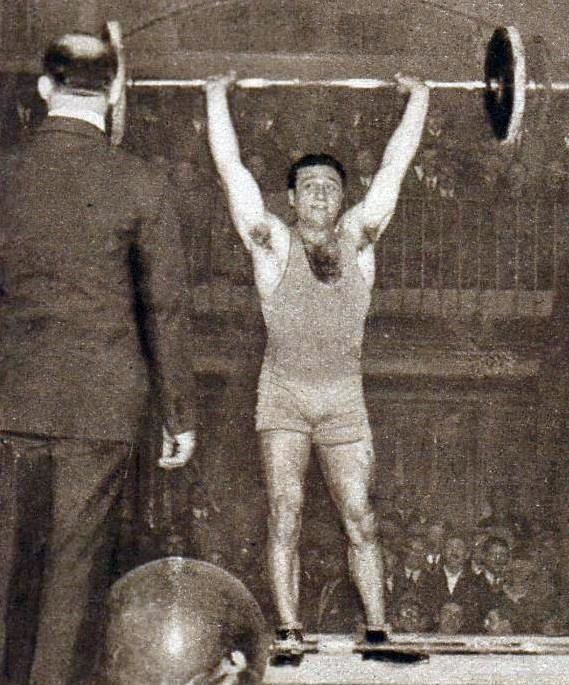
Louis Hostin, champion olympique mi-lourds en 1932 à Los Angeles.

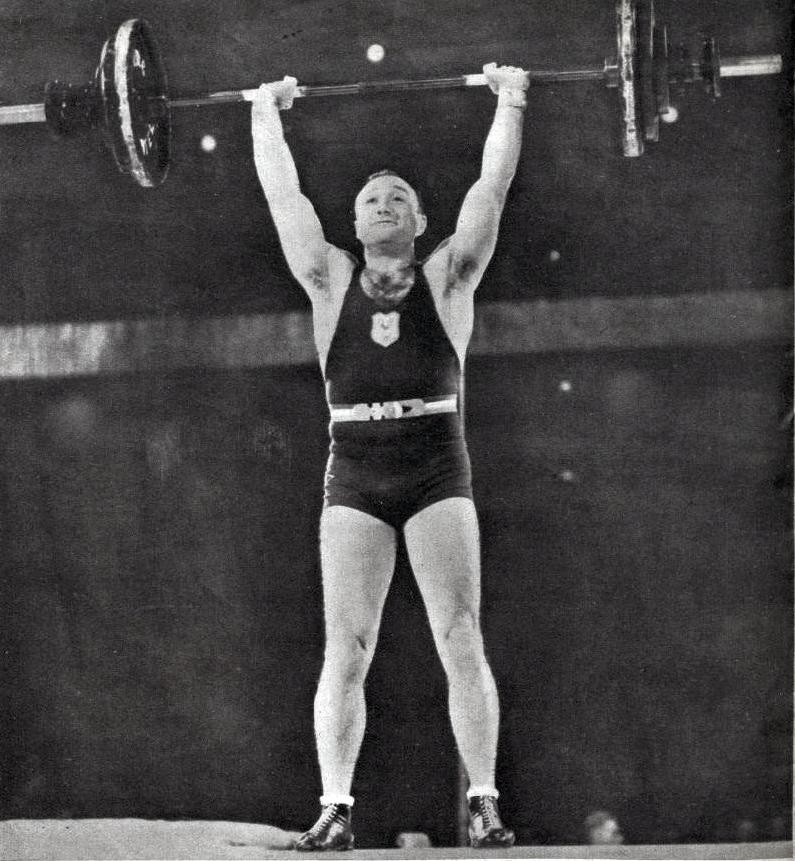
Louis Hostin, champion olympique en 1936 à Berlin (117 kg à l'arraché).

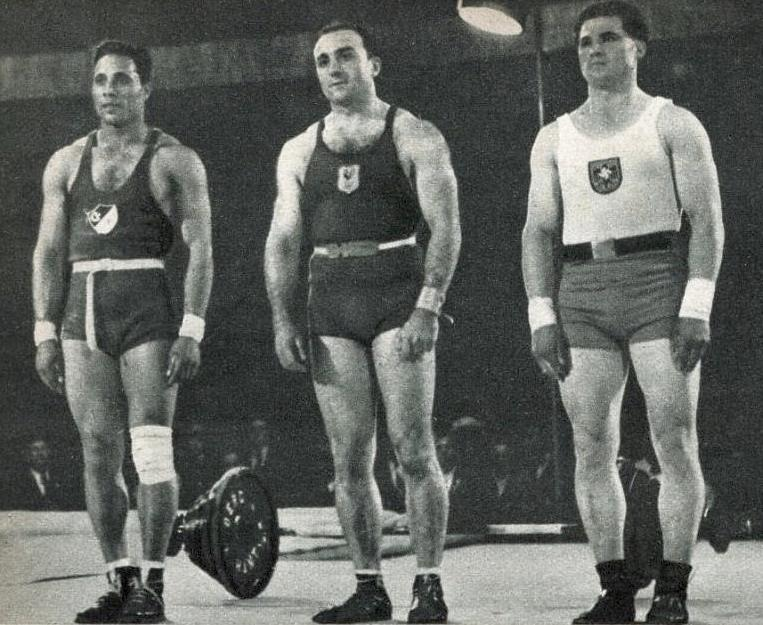
Louis Hostin, Champion olympique 1936 d'halthérophilie (G. l'égyptien Wasil 3e; D. l'allemand Deutsch 2e).

Louis Hostin (né le 21 avril 1908 à Saint-Étienne, mort le 28 juin 1998 à Boisseron) est un haltérophile français, formé aux clubs de l'Omnium stéphanois puis au Coquelicot. Avec deux titres olympiques et une médaille d'argent en trois olympiades, deux titres européens et dix-huit records du monde, il possède le plus beau palmarès de l'histoire de l'haltérophilie française. Il fut le successeur d'Ernest Cadine et de Charles Rigoulot dans sa catégorie des mi-lourds.

## Biographie
Louis Hostin commence le sport par l'athlétisme. Il est notamment un brillant lanceur de poids, ne se lançant dans les poids et haltères qu'en 1927. Très vite reconnu, il est sélectionné en 1928 pour les Jeux olympiques d'Amsterdam. D'abord inscrit en poids moyen, il concourt finalement en mi-lourd, car, avec 78 kg pour 1,82 m, il dépasse la limite des 75 kg et deux livres. Il obtient tout de même une médaille d'argent, alors que Roger François, sélectionné à sa place en poids moyen, décroche la médaille d'or. En 1930, il bat le premier de ses dix-huit records du monde qui marque le début de sa suprématie. En 1932, il gagne son premier titre olympique à Los Angeles. Malgré l'hostilité du public allemand qui soutient son champion Eugen Deutsch, il réitère son exploit à Berlin en 1936. L'hymne égyptien, qui retentit pour l'occasion, provoque la colère de la délégation française. Sa médaille lui est remise le lendemain de sa victoire dans le stade olympique en présence d'Adolf Hitler.

## Palmarès

### Jeux olympiques
- Jeux olympiques d'été de 1928 : médaille d'argent en mi-lourd (moins de 82 kg)
- Jeux olympiques d'été de 1932 : médaille d'or en mi-lourd (moins de 82 kg)
- Jeux olympiques d'été de 1936 : médaille d'or en mi-lourd (moins de 82 kg)

### Championnat du monde
- 1937 : médaille d'argent en mi-lourd (à Paris)
- 1938 : médaille de bronze en mi-lourd

### Championnat d'Europe
- 1930 : médaille d'or en mi-lourd (moins de 82 kg)
- 1935 : médaille d'or en mi-lourd (moins de 82 kg)

### Championnats de France
- Champion de France toutes catégories entre 1927 et 1939

## Distinction
- Croix de chevalier dans l’ordre national du Mérite en 1978.

## Liens externes

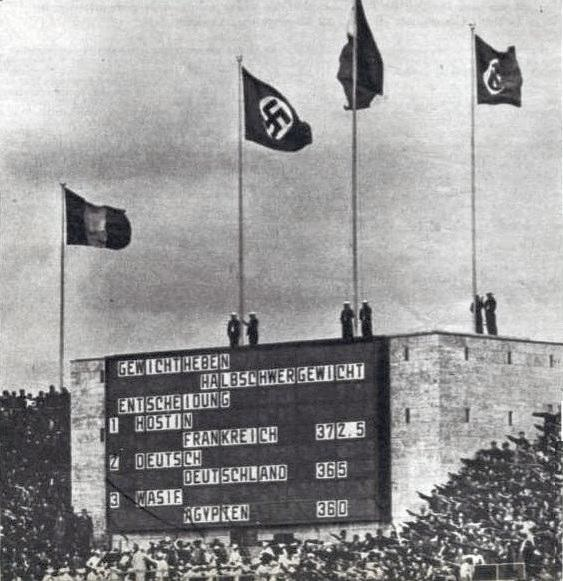
Le stéphanois Louis Hostin,
champion olympique d'haltherophilie en 1936
(Berlin, tableau d'affichage, stade olympique).